# Récital Léo Ferré à l'Olympia
Albums par Léo Ferré
Le Piano du pauvre
(1954) Le Guinche
(1956)
Lives par Léo Ferré
Léo Ferré à Bobino
(1958)
 Récital Léo Ferré à l'Olympia (titre original complet : Récital Léo Ferré enregistré au cours du spectacle de l'Olympia Bruno Coquatrix) est le premier album live de Léo Ferré, réalisée lors de son premier passage en vedette sur la scène de l'Olympia de Paris, en mars 1955. Le disque qui sort la même année, ne propose pas le récital dans son intégralité.

## Caractéristiques artistiques
Cet enregistrement public est le premier 33 tours 30cm de Léo Ferré.
- Référence originale :

## Titres
- Paroles et musiques sont de Léo Ferré, sauf indications contraires.

| No  | Titre                                           | Durée |
| --- | ----------------------------------------------- | ----- |
| 1.  | La Vie                                          |       |
| 2.  | Monsieur mon passé                              |       |
| 3.  | Graine d'ananar                                 |       |
| 4.  | Le Piano du pauvre                              |       |
| 5.  | Vise la réclame                                 |       |
| 6.  | L'Homme                                         |       |
| 7.  | Merci mon dieu                                  |       |
| 8.  | Mon p'tit voyou                                 |       |
| 9.  | Monsieur William (texte : Jean-Roger Caussimon) |       |
| 10. | L'Âme du rouquin                                |       |
| 11. | Paris canaille                                  |       |
| 12. | La Rue                                          |       |

## Musiciens
- Arrangements et direction musicale : Gaston Lapeyronnie
- Jean Cardon : accordéon

## Production
- Prise de son : ?
- Production exécutive : Édouard Dory
- Crédits visuels : Georges Justh (graphisme), André Bonnet (photomontage)